# Executable and Linkable Format
ELF, Executable and Linkable Format – format plików wykonywalnych, plików obiektowych, bibliotek współdzielonych oraz zrzutów pamięci, popularny na systemach uniksowych (używany m.in. w GNU/Linuksie, FreeBSD, BeOS, AmigaOS 4.0). Jest także plikiem wykonywalnym dla konsoli Sony PlayStation, Sony PlayStation 2, PlayStation Portable i Sega Dreamcast.
Format ELF został opracowany przez Unix System Laboratories (USL).

## Struktura pliku ELF
Plik ELF składa się z:
- Jednego nagłówka programu
- Listy segmentów programu, zawierającej zero lub więcej segmentów
- Listy nagłówków sekcji, zawierającej zero lub więcej sekcji[1]
- Danych zawierających segmenty i sekcje

## Narzędzia
- readelf
- elfdump służy do podglądu informacji zapisanych w pliku ELF.
- objdump dostarcza wielu informacji o plikach ELF i innych plikach obiektowych. objdump wykorzystuje bibliotekę Binary File Descriptor(inne języki) jako back-end do odczytu struktury danych.
- Uniksowe narzędzie file może wyświetlić niektóre informacje o plikach ELF, w tym listę rozkazów procesora, dla której jest przeznaczony kod zawarty w pliku[2].